# Paavo Raivonen

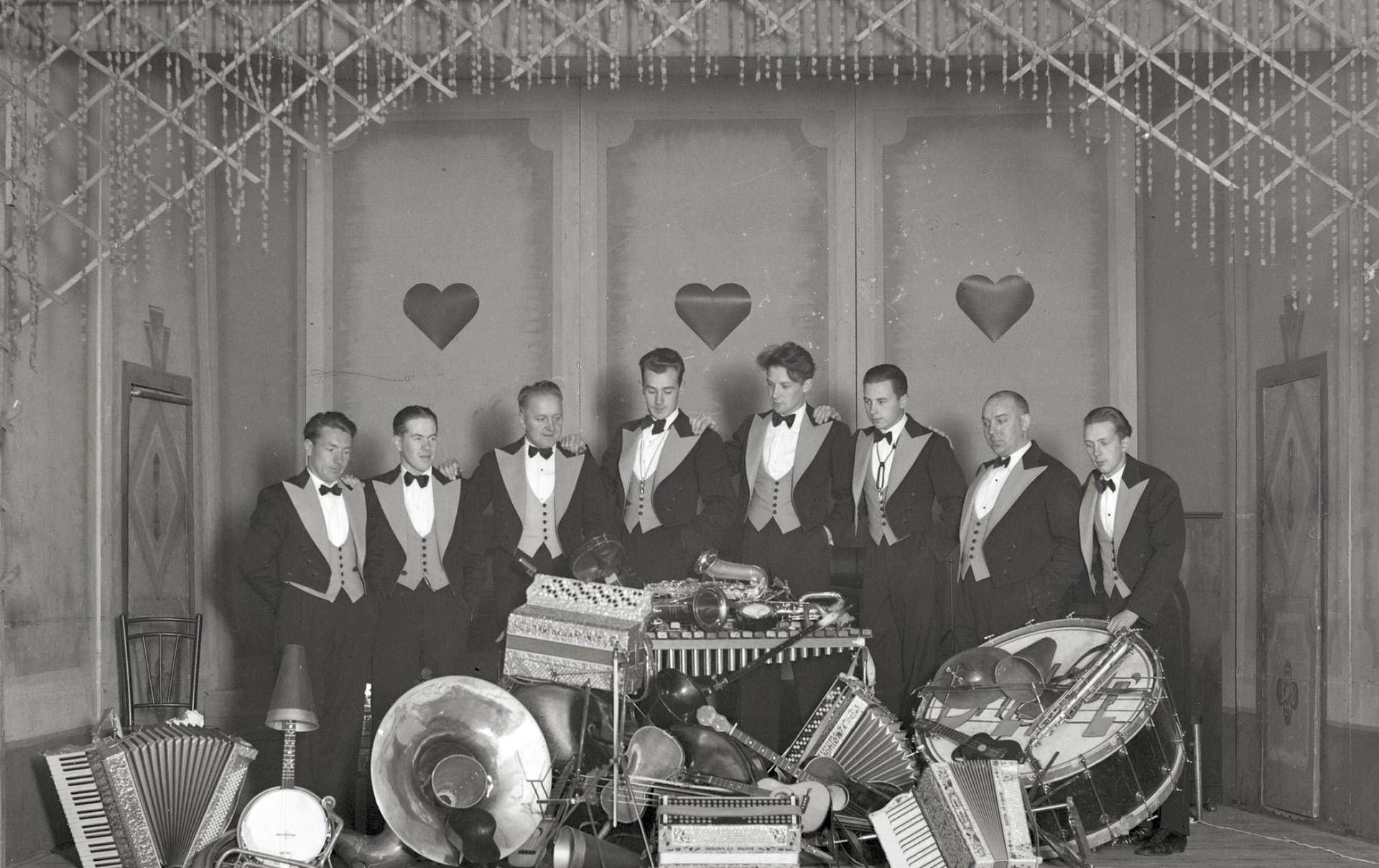
Dallapé 1932. Från vänster: Martti Jäppilä, Helge Pahlman, Matti Jurva, Pauli Impivaara, Eino Katajavuori, Paavo Raivonen, Erkki Majander och Eero Lauresalo.

Paavo Alvar Raivonen, född 24 september 1909 i Kuorevesi, död 24 juni 1981 i Stockholm, var en finländsk dragspelare, saxofonist, klarinettist och violinist.

## Biografi
Raivonen föddes i en familj på tio barn. Inom familjen fanns ett musikaliskt intresse och modern var släkt med en fransk operasångerska. Mycket tidigt väcktes Raivonens intresse för musik och enligt brorsdottern lärde han sig att spela dragspel som femåring. Som yngling uppträdde Raivonen på talkodanser, bröllop och begravningar. Efter moderns död 1921 flyttade Raivonen till Helsingfors, där en äldre bror bodde. Brodern köpte Raivonens första dragspel. Helt självlärd kunde Raivonen som ung spela tenorsaxofon, violin och klarinett. 1928 ingick Raivonen i det nygrundade Dallapé och medverkade under samtliga inspelningar under 1930-talet. Sina första soloinspelningar gjorde Raivonen för Niilo Saarikkos skivbolag Columbus i Berlin 1929. Samma år gjorde Raivonen skivinspelningar tillsammans med xylofonisten Eino Katajavuori.
Under andra världskrigets bombningar förstördes Raivonens musikaffär på Kaisaniemigatan i Helsingfors. Efter kriget reste Raivonen till Amerika och tillbringade därefter mycket tid till sjöss. Brodern i Kuorevesi mottog flera vykort av Raivonen från hela världen. I början av 1960-talet bosatte sig Raivonen i Sverige, där hans dragspel blev stulet, men återfanns efter en tid. Idag förvaras dragspelet på museet i Kuorevesi.